# Anzio (pel·lícula)
Anzio (títol original en italià: Lo Sbarco di Anzio) és una pel·lícula italo-estatunidenca codirigida per Duilio Coletti i Edward Dmytryk, amb Robert Mitchum i Peter Falk i Robert Ryan, Earl Holliman, Mark Damon, Arthur Kennedy, estrenada el 1968. Ha estat doblada al català.

## Argument
Relat d'una de les batalles més dures de la Segona Guerra Mundial on els aliats són aturats per les línies alemanyes a Anzio a Itàlia després del seu desembarcament.

## Repartiment
- Robert Mitchum: Dick Ennis (Corresponsal de guerra)
- Peter Falk: Caporal Jack Rabinoff
- Robert Ryan: General Carson
- Mark Damon: Wally Richardson
- Arthur Kennedy: General Lesley
- Reni Santoni: Soldat Movie
- Joseph Walsh: Soldat Doyle
- Thomas Hunter: Soldat Andy
- Giancarlo Giannini: Soldat Cellini
- Anthony Steel: General Marsh
- Patrick Magee: General Starkey
- Arthur Franz: General Howard
- Tonio Selwart: General Van MacKensen
- Wayde Preston: Coronel Hendricks
- Venantino Venantini: Capità Burns
- Wolfgang Preiss: Field Marshal Kesselring